# Abú Kurajnát
Abú Kurajnát (hebrejsky אבו קרינאת, arabsky ابو قرينات‎, v oficiálním přepisu do angličtiny Abu Qureinat, přepisováno též Abu Qrenat nebo Abu Karinat) je vesnice v Izraeli, v Jižním distriktu, v oblastní radě Neve midbar.

## Geografie
Leží v nadmořské výšce 450 metrů v centrální části pouště Negev
Obec se nachází 67 kilometrů od břehu Středozemního moře, cca 108 kilometrů jihovýchodně od centra Tel Avivu, cca 22 kilometrů jihovýchodně od Beerševy a 8 kilometrů severozápadně od města Dimona. Abú Kurajnát obývají Arabové, respektive polokočovní arabští Beduíni, přičemž osídlení v tomto regionu je etnicky smíšené. Ve volné krajině dominují rozptýlená sídla Beduínů, městská centra v centrálním Negevu jsou většinou židovská.
Abú Kurajnát je na dopravní síť napojen pomocí místní komunikace, která severně od vesnice ústí do dálnice číslo 25.

## Dějiny
Abú Kurajnát je vesnice stejnojmenného beduínského kmenu Abú Kurajnát, která byla oficiálně uznána izraelskou vládou za samostatnou obec. Kromě vlastní vesnice se zde nachází i kmen Abú Kurajnát. Dohromady mají populaci cca 2700 lidí a plochu 7320 dunamů (7,32 kilometrů čtverečních). Do roku 2020 se odhaduje, že naroste na 7200. Komunitu vede Muhamad Abu Kurejnat.
Fungují zde mateřské školy, základní a střední škola, společenské centrum se sídlem samosprávných úřadů a knihovnou.

## Demografie
Podle údajů z roku 2014 tvořili obyvatelstvo v Abú Kurajnát Arabové. Abú Kurajnát sestává ze dvou statistických jednotek: vlastní vesnice Abú Kurajnát, ve které k 31. prosinci 2014 žilo 1150 lidí a jejíž registrovaná populace během roku 2014 stoupla o 1,5 %, a kmene Abú Kurajnát (jeho počet obyvatel k roku 2012 neudáván, k roku 1983 měl 1564 členů, k roku 1961 1584).
| Rok            | 2007 | 2008 | 2009 | 2010 | 2011 | 2012 | 2013 | 2014 |
| -------------- | ---- | ---- | ---- | ---- | ---- | ---- | ---- | ---- |
| Počet obyvatel | 218  | 237  | 1118 | 1198 | 1108 | 1067 | 1133 | 1150 |